# Agekianella notatifemur
Agekianella notatifemur är en stekelart som först beskrevs av Hoffer 1976.  Agekianella notatifemur ingår i släktet Agekianella och familjen sköldlussteklar. Inga underarter finns listade i Catalogue of Life.